# Eumolophilus
Eumolophilus is een ondergeslacht van het geslacht van insecten Molophilus binnen de familie steltmuggen (Limoniidae).

## Soorten
Deze lijst van 4 stuks is mogelijk niet compleet.
- M. (Eumolophilus) angustior (Alexander, 1936)
- M. (Eumolophilus) pennipes (Alexander, 1921)
- M. (Eumolophilus) sabethoides (Edwards, 1927)
- M. (Eumolophilus) thaumastopodus (Alexander, 1913)